# La reina
|  | Per a altres significats, vegeu «reina». |

La reina (títol original en anglès: The Queen) és una pel·lícula britànica dirigida per Stephen Frears estrenada el 2006. Va guanyar el premi BAFTA a la millor pel·lícula de 2007. Aquesta pel·lícula ha estat doblada al català central, a més de doblar-se al valencià per a À Punt.

## Argument
L'obra explica les relacions entre la reina Elisabet II i el Primer ministre del Regne Unit Tony Blair, mostrant les tensions en els dies que van seguir la mort de Diana Spencer, i arribar a un compromís polític sobre la manera de tractar la seva defunció. La família reial britànica no desitjava que les exèquies revestissin un caràcter nacional i oficial, mentre que Tony Blair tenia la voluntat de respondre a petició del poble britànic, que reclamava un funeral solemne.
La pel·lícula va ser integralment rodada a l'exterior, en els Highlands, a Escòcia, a Londres, al castell de Fraser i al casal de Halton House, a Buckinghamshire, Anglaterra, representant la propietat reial del castell de Balmoral.
L'actor Michael Sheen, que fa el paper de Tony Blair, ja havia interpretat aquest mateix paper per al director Stephen Frears, en una pel·lícula de 2003, The Deal.

## Repartiment[6]
- Helen Mirren: Elisabet II
- Michael Sheen: Tony Blair
- James Cromwell: Felip de Grècia, príncep de Grècia i duc d'Edimburg
- Alex Jennings: Príncep Carles de Gal·les
- Sylvia Syms: la Reina Mare
- Roger Allam: Sir Robin Janvrin
- Mark Bazeley: Alastair Campbell
- Helen McCrory: Cherie Blair
- Tim McMullan: Stephen Lamport
- Douglas Reith: David Ogilvy
- Jake Taylor Shantos: Príncep Guillem de Gal·les
- Dash Barber: Príncep Enric de Gal·les
- Laurence Burg: Diana de Gal·les

## Premis i nominacions[calcitació]

### Premis
- Oscar a la millor actriu per Helen Mirren.
- Premi d'interpretació femenina (CopaVolpi), a la Mostra de Venècia 2006, per Helen Mirren
- Premi al millor guionista, a la Mostra de Venècia 2006: Peter Morgan
- Premi Goya a la millor pel·lícula europea 2006
- BAFTA a la millor pel·lícula 2006
- BAFTA a la millor actriu per Helen Mirren

### Nominacions
- Oscar al millor director 2006 per Stephen Frears
- Oscar al millor guió original 2006 per Peter Morgan
- Oscar a la millor banda sonora 2006 per Alexandre Desplat
- Oscar al millor vestuari 2006 per Consolata Boyle
- Lleó d'Or
- César a la millor pel·lícula estrangera

## Crítica
El que més crida l'atenció és com de magistralment bé estan descrites les mentalitats dels principals actors (...) Helen Mirren impressionant (...) un fragment d'història presa amb bategant pols per un cineasta especialment atent als detalls